# تراست (فیلم ۱۹۱۵)
«تراست» (انگلیسی: The Trust (1915 film)) یک فیلم به کارگردانی لان چینی است که در سال ۱۹۱۵ منتشر شد.